# Obroatis ellops
Obroatis ellops là một loài bướm đêm trong họ Erebidae.